# Cornelis de Leeuw
Cornelis de Leeuw, né à Edam en 1613 et mort à Amsterdam en 1664 ou en 1665 (?), est un compositeur baroque, libraire et éditeur de la République des Sept Pays-Bas.

## Vie et œuvre

### 1613-1650
Il était le beau-frère du prédicateur remonstrant Nicolaes Borremans.
La publication des bans du mariage de Cornelis de Leeuw et de Teuntie de la Tombe eut lieu le 18 décembre 1643 à Amsterdam.
On connaît de De Leeuw une mise en musique à trois voix, sans doute destinée à des voix d'enfants, du chant de Noël Een kindeken is ons gheboren (Un enfant nous est né), dont l'origine remonte au Moyen Âge. Son harmonisation devint si populaire que le compositeur catholique anglais, en exil à Anvers, John Bull, ne composa pas moins de trois variations pour le clavier sur le thème de cette chanson. La chanson de De Leeuw fut publiée dans le Livre Septiesme à Amsterdam en 1644. 
Bien que De Leeuw eût un certain talent musical, il ouvrit une librairie après son apprentissage chez Jacob Colom à Amsterdam. Entretemps, en 1646, il mit en musique, à quatre voix et basse continue, les psaumes pénitentiels, David's tranen (Les Larmes de David), de Joost van den Vondel, ainsi que des textes de Hugo de Groot.
En 1647, au service de Colom, il s'occupa de la musique d'une nouvelle édition des Stichtelycke Rymen (Rimes pieuses) du poète remonstrant Dirk Rafaelszoon Camphuysen. Les mélodies de Camphuysen furent soumises à une révision périodique, sinon une élaboration polyphonique. L'année précédente, Cornelis de Leeuw avait mis en musique quelques chansons de trois à huit voix dans le style du motet concertant. De cet ouvrage, publié en 1646, seule la partie de basse continue est conservée. Dans l'édition de 1647 des vers de Camphuysen, la chanson Christelycke klachte: traen oogen traen (Plainte chrétienne : pleurez yeux, pleurez) est reprise dans l'harmonisation à quatre voix d'un auteur resté anonyme, basée sur la pavane Lachrimae (Larmes) du compositeur anglais John Dowland. Des harmonisations des Christelycke plicht-rymen furent publiées en 1648-1649. Ce livre se distingue par sa notation soignée et variée des mélodies. On y trouve également plusieurs canons et une chanson harmonisée à trois voix. Cependant, on se limita à une seule édition.
À partir de 1648, De Leeuw dirigea son commerce sur la parcelle de son ancien patron, sur le Water (L'Eau) en face de la Koorn-Beurs (Bourse des marchands de blé), au Muziekboek (Le Livre de musique), et, à partir de 1649, dans le Stuurman (Le Timonier).
En 1649 et en 1650, il lui fut accordé un privilège pour l'impression de ses livres de psaumes. Par une annonce dans le Courante uyt Italien (Le Journal d'Italie) d'octobre 1650, on est renseigné sur l'édition qui vit le jour cette année-là et qui était encore connue en 1790 de l'organiste de Nimègue P. Beyen. Si, avant 1650, les psaumes étaient toujours écrits dans la clef de soprano, d'alto ou de ténor, De Leeuw les nota entièrement dans une seule clef, notamment celle du milieu : il utilisa donc seulement la clef d'alto avec ou sans bémol, ce qui est aussi caractéristique des révisions de 1656 et de 1658, éditées au nom de Jan Pietersz. En une seule décennie, la façon de noter de De Leeuw fut imitée pratiquement partout. Elle devint même la version normative de la notation de la mélodie, ce qui indique clairement qu'elle répondait à un besoin. Ce besoin est peut-être à mettre en rapport avec l'apparition, vers cette époque, de la musique d'orgue d'accompagnement. Si l'exécution n'est pas accompagnée, la transposition de la tessiture notée dans une tessiture chantable ne pose aucun problème. Mais la notation des mélodies de psaumes dans un registre constant est plus avantageuse pour l'organiste accompagnant le chant. C'est exactement ce changement que De Leeuw avait introduit : dans son système, toutes les mélodies de psaumes sont précisément écrites dans la clef de l'alto. Plus tard au XVIIe siècle, il y avait aussi des livres de psaumes, notés dans la clef de violon, quoique la clef d'alto reste normative. Le privilège, accordé à De Leeuw en 1650, fut retiré en 1658 sous prétexte qu'il aurait emprunté sa rédaction à d'autres. Sa notation des psaumes était encore en usage au XXe siècle dans l'Église réformée néerlandaise et auprès de ces congrégations qui faisaient usage des éditions de psaumes de la Compagnie de la Bible. Jusqu'à l'introduction d'une nouvelle versification des psaumes, en 1773, le nom de De Leeuw était toujours imprimé sur la page de titre. Beaucoup de psautiers de la seconde moitié du XVIIe siècle et du XVIIIe siècle contiennent les instructions d'une seule page de De Leeuw sur l'enseignement de la musique (« Musyck-Onderwys »).

### 1650-1665
Une remarquable collection de psaumes, de cantiques et de chants spirituels fut imprimée par De Leeuw à Amsterdam en 1652 pour les mennonites dans la diaspora en Allemagne du Nord, à Emden, à Hambourg et à Dantzig.
En 1658, il habita au Fluwelen Burgwal (Rempart de velours). Le 5 mars 1660, on constata son état de cessation de paiements.
En 1662, il était correcteur d'épreuves du Bellerophon de Dirck Pietersz Pers, publié par Willem van Beaumont ; son nom figurera sur la page de titre jusqu'à la dernière édition de l'ouvrage à Amsterdam en 1695.
La relation qu'il entretenait avec Henry Bruno résulta de la publication, en 1656, de la versification des psaumes de ce dernier. Bruno est sans doute l'auteur d'une chanson écrite à l'occasion de son mariage (Den herstelden Apollos harp, ou La Lyre d'Apollon restaurée, Amsterdam, 1663) ; dans le cas de Willem van Heemskerk, ceci est documenté (Bloemkrans van verscheiden gedichten, ou la Guirlande de diverses poésies, Amsterdam, 1659).

## Notoriété
Bien que ses idées fussent libérales, De Leeuw ne quitta pas l'Église d'État. De ses opinions libérales témoigne, entre autres, la publication, en 1652, d'une nouvelle édition de la versification des psaumes du remonstrant Camphuysen, publiée pour la première fois, anonymement, en 1624, et des Christelycke plicht-rymen, que De Leeuw publia en 1648 lui-même. En outre, ces ouvrages témoignent de ses réflexions sur la notation musicale.
Les compositions de De Leeuw, collectionnées par le roi de Portugal et conservées dans sa bibliothèque, périrent dans le tremblement de terre qui détruisit la capitale portugaise en 1755.

## Ressources